# 西川虎之助
西川 虎之助（にしがわ とらのすけ、1855年3月4日（安政2年1月16日） - 1929年（昭和4年）1月22日）は、日本の実業家、化学技術者、大日本人造肥料取締役、同技術顧問、同技師長。台湾肥料取締役。猪野鉱業監査役。工学博士。族籍は東京府士族。明治期の紙幣の製造に貢献した。大日本製氷社長和合英太郎は甥。

## 略歴

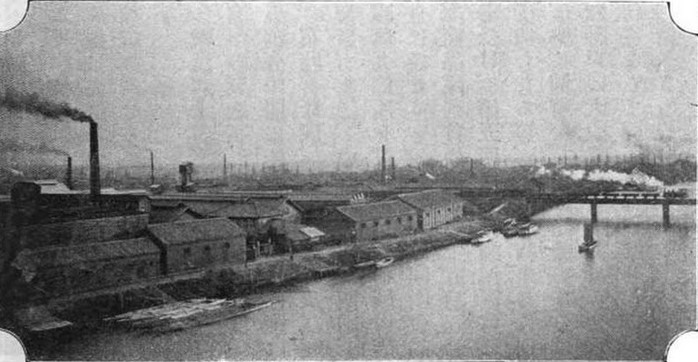
大阪硫曹　1908年頃

広島藩士西川理三郎の長男として安芸国（現・広島県）に生まれ、1871年（明治4年）に広島県の留学生としてイギリスに渡り、応用化学を学ぶ。1874年（明治7年）、滞在先の下宿屋の娘で4歳年上のKatie Henrietta Winterとロンドン近郊で結婚し、その翌月に長女・お清、翌年に次女・朝子をもうけ、妻子を連れ1879年（明治12年）に帰国。
大蔵省印刷局舎密課の技師となり、さまざまな製造法を開発し、印刷局に大いに貢献した。明治政府による殖産事業の民間移譲の方針に基づいて印刷局を去り、1889年（明治22年）に、渋沢栄一、大倉喜八郎、浅野総一郎ら時の財界人を株主として東京青山で青山製氷所を創設して日本初の製氷事業を立ち上げた。のちの“製氷王”こと和合英太郎も入社した。しかし経営は芳しくなく1892年（明治25年）に廃業した。
同1892年には大阪府西成郡川北村の大阪硫曹株式会社の技師長兼工務支配人となる。1901年（明治34年）には工学博士の学位を授けられる。その後大阪アルカリや大日本人造肥料などに勤務し、技師長・重役を歴任した。

## 人物
虎之助は、イギリス人妻との間に1男4女をもうけ、長女のキヨ（清子）は、慶應義塾大学部理財科主任教師のアメリカ人ヴィッカース（Enoch Howard Vickers）と1899年に結婚し、長男の正心は少年時に渡英してイギリスに帰化、三女の愛喜代（アキヨ）はドイツ人ベール（Ernst Behr）と結婚し、その孫娘であるラビツケ（Karin Labitzke）はベルリン自由大学教授となった。
肥料に関する造詣が深い。

## 栄典
- 1886年（明治19年）7月8日 - 従六位[12]

## 家族・親族
西川家
広島県、兵庫県神戸山本町、東京麹町平河町、赤坂氷川町
- 父・理三郎（1821 - 1871、広島士族）[2][13] - 郡用屋舗詰、勘定所歩行筆頭格[14]。
- 母・アサコ（1831 - 1899） - 旧姓・和合。理三郎との間に8人の子があり、長男が虎之助、長女ウメ子の子が和合英太郎である[13]。
- 妻・ケイテイ（1850 - 1920）- 英国倫敦、ウイトルジョセツの長女[7]。生まれはウォリックシャー[13]。父親のJoseph Winterは鉄道技師、母親のCaroline Townsendはウォリックシャーの針工場経営者の娘。1874年に虎之助とケンジントンで結婚し、1879年渡日、昭憲皇太后にローブ・デコルテの着付けの手助けしたこともあった[13]。
- 長女・キヨ（Kiyu） - ヴィッカース慶大教授と結婚し、米国移住[13]。
- 女・アサコ（Maudie、1875 - ）[4][7]

デュッセルドルフのボーディングスクールに進学したが、日本に帰国し、生涯独身だった。
- 三女・アキヨ（Gladys, 1883 - 1954） - 神戸の皮革貿易商エルンスト・ベア（1869-1934）と1904年に結婚し、夫ともに神戸で没した[13]。神戸生まれの3人の息子たちは進学のため父親の親戚が住むデッサウへ移住し、長男マサヨシ（Alfred Ernst Masayoshi Behr、1906-1964）は東ドイツ海軍軍人となった。次男のHugo（1907生）は1920年に渡独[16]、三男マサユキ（Victor Hans Masayuki Behr、1909 - 1976）だけは日本に戻って父の跡を継ぎ、神戸で没した[17]。マサヨシの娘カリン・ラビツケは大学教授・ドイツ気象学会会長を務め、京都大学の招きで来日もした[13]
- 女・憲（Kennie、1889 - ）[4][7] - 婚約したドイツ海軍軍人が第一次大戦で戦死し、生涯独身[15]。
- 男・正心（Victor Masamune、1887 - ）[4][7] - 小学校卒業後渡英し、高等教育を受けて技師となり、英国に帰化して本名の西川（にしがわ）に響きが近いNashglowerを苗字にし、英国人女性と結婚した[13][15]。